# Caligus ventrosetosus
Caligus ventrosetosus är en kräftdjursart som beskrevs av Arthur Sperry Pearse 1952. Caligus ventrosetosus ingår i släktet Caligus och familjen Caligidae. Inga underarter finns listade i Catalogue of Life.